# Augustus Stephen Vogt
Augustus Stephen Vogt   (Washington, 14 d'agost de 1861 - Toronto, 17 de setembre de 1926) va ser un educador musical, director de cor, organista i compositor canadenc.

## Biografia
Vogt ja era organista a l'església luterana de Sant Jaume d'Elmira als dotze anys. Després de formar-se amb L. H. Parker, es va convertir en organista de la Primera Església Metodista de St. Thomas, Ontario el 1878. Del 1881 al 1884 va estudiar al Conservatori de Nova Anglaterra de Boston amb S. A. Emery i H. M. Dunham, després del 1885 al 1888 al Conservatori de Leipzig amb Salomon Jadassohn, Willy Rehberg, Carl Reinecke i Adolf Ruthardt.
De 1888 a 1906 va ser organista i director de cor a "Jarvis Street Baptist Church" a Toronto. També va ensenyar orgue i piano al "Toronto College of Music", a diverses escoles de noies i, a partir de 1892, al "Toronto College of Music", del qual va ser director el 1913 (com a successor d'Edward Fisher). Va ser secretari del "Canadian College of Organists" (1889/92), president de la "Canadian Society of Musicians" (1893/95) i membre del "Royal College of Organists". Va actuar com a organista a l'Exposició Universal de 1893.
Des de mitjans de la dècada de 1890, Vogt escriu com a crític musical sota el pseudònim Moderato per a la revista "Saturday Night". El 1894 va fundar el "Toronto Mendelssohn Choir", que va dirigir fins al 1917 i amb el qual va organitzar festivals anuals amb orquestres com la "Pittsburgh Orchestra" i la Chicago Orchestra a partir de 1902. Després d'un viatge d'estudis per Europa entre 1913 i 1914, es va dedicar a reformar el sistema de formació del Conservatori de Toronto basat en el model europeu. Va ajudar a fundar la facultat de música de la Universitat de Toronto i es va convertir en degà el 1918.
En els seus més de 30 anys d'ensenyament, Vogt va ensenyar a músics com G. D. Atkinson, Jessie M. Allen, Mona Bates, Ernest Farmer, H. C. Hamilton, William Hewlett, Ada Twohy Kent, Ernest Seitz, Bertha Tamblyn i George Ziegler. Va editar un Standard Anthem Book de dos volums i (amb Healey Willan) "The School and Community Song Book" (Gage, 1922) i va escriure per escola de piano ("His Modern Pianoforte Technique", 1900). A més de Preludi i fuga per a orgue, Vogt va compondre principalment algunes obres corals com An Indian Lullaby (1906) i The Sea (1911), així com arranjaments de The Lord's Prayer (1900) i Crossing the Bar (1906).